# Federação de Triathlon do Estado do Paraná
A Federação Paranense de Triathlon, é a entidade que organiza e regula o esporte no estado do Paraná, esta ligado a Confederação Brasileira de Triathlon, o estado têm um dos principais traitles do país, o triatleta curitibano Juraci Moreira.

## Ligações Externas
- Sitio Oficial[ligação inativa]